# Tomasz Nowakowski (inżynier)
Tomasz Tadeusz Nowakowski (ur. 1953 r.) – polski inżynier mechanik. Absolwent z 1976 Politechniki Wrocławskiej. Od 2012 r. profesor na Wydziale Mechanicznym Politechniki Wrocławskiej.